# Rama
Denna artikel behandlar guden Rama. För andra betydelser se Rama (olika betydelser)

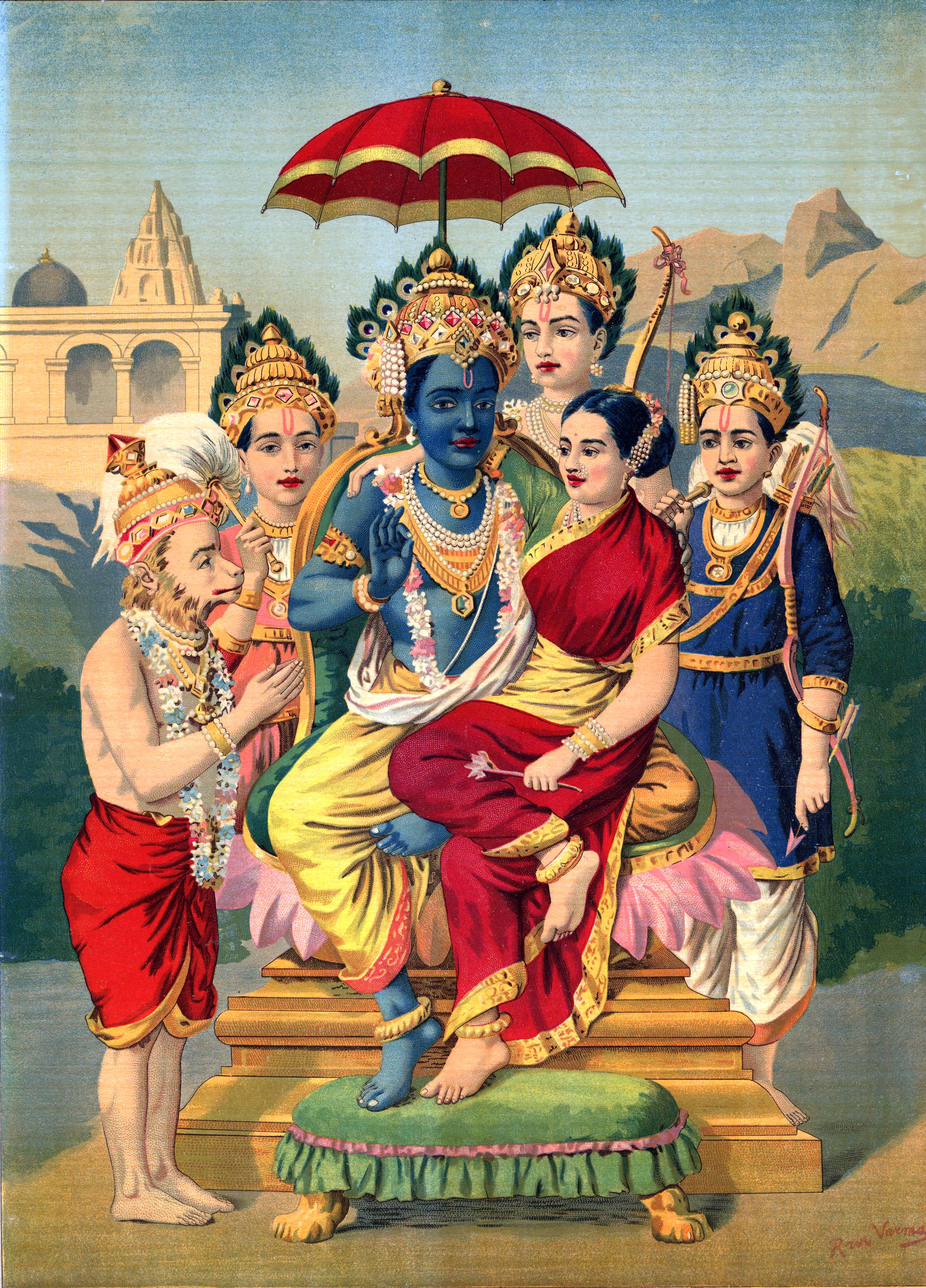
Rama och Sita, med Hanuman och Ramas tre bröder Lakshmana, Bharata, och Shatrughna.

Rama (Ramachandra)  är inom hinduismen den efter Krishna viktigaste av guden Vishnus inkarnationer (avatarer). Ram betyder ”gud” på ett flertal nyindiska språk.
Enligt legenden var Rama en prins i Ayodhya. När han blev oskyldigt landsförvisad och vandrade omkring tillsammans med sin hustru Sita och sina bröder, blev Sita plötsligt bortförd av demonkungen Ravana till dennes borg. Med hjälp av apkungen Hanuman och hans aparmé dödade Rama demonen och befriade Sita.
Rama har blivit ansedd som en förebild för ärlighet, fromhet och tålamod, Sita för trofasthet. Legenden om Rama är ett av de viktigaste motiven i indisk litteratur, främst i det episka diktverket Ramayana, samt i konst, diktning, teater och film inte bara i Indien, utan även i hela Sydostasien.